# Aufschnüren (Hieb- und Stichwaffe)
Aufschnüren bezeichnet einen Vorgang des Vorschmiedens zu Beginn der Klingenformgebung beim Freiformen.

## Beschreibung
Das Aufschnüren wird eingesetzt um Hohlbahnen bei Klingen zu formen. Breitere Hohlbahnen können beim Vorschmieden mit Gesenken gefertigt werden, während kleine und schmale Hohlbahnen auch eingeschliffen werden. Ein Gesenk als Form für Schwert- und Säbelklingen kann dabei genutzt werden. Das Schmieden mit Gesenken geht schneller und ist einfacher als das Freiformschmieden per Hand. Das Gesenkschmieden wird bei industrieller Produktion oft durch modernere Walztechniken ersetzt.